# Eskom

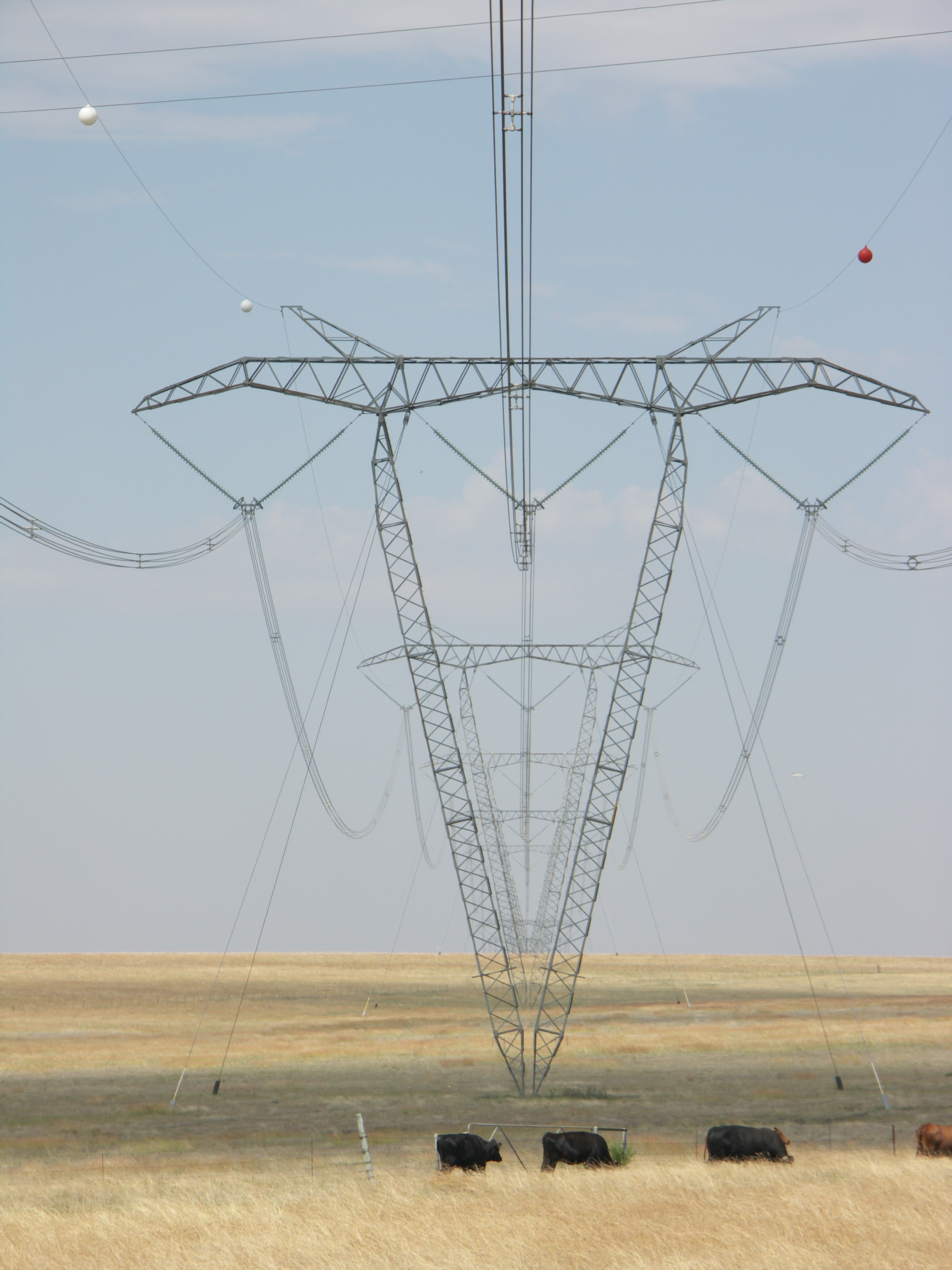
Słup energetycznej sieci przesyłowej

Eskom – południowoafrykańska firma, utworzona w 1922 roku jako Electricity Supply Commission (ESCOM), zajmująca się wytwarzaniem, przesyłaniem i dystrybucją energii elektrycznej, wykorzystywanej w przemyśle, górnictwie, handlu, rolnictwie i przez odbiorców indywidualnych; produkuje ok. 95% energii elektrycznej zużywanej w Afryce Południowej i ok. 45% – w całej Afryce. Od 1 lipca 2002 Eskom jest spółką publiczną (Eskom Holdings Limited), zarządzaną przez Radę Dyrektorów. Jedynym akcjonariuszem Eskom jest rząd Republiki Południowej Afryki, którego przedstawicielem jest minister ds. rozwoju (the Minister of Public Enterprises). W celu zaspokojenia rosnącego zapotrzebowania na energię elektryczną w Republice Południowej Afryki buduje nowe elektrownie i linie energetyczne.
Eskom posiada zintegrowany system zarządzania popytem (Integrated Demand Management, IDM), którego celem jest zapewnienie krótkoterminowego bezpieczeństwa dostaw energii elektrycznej. Służy temu koordynacja i konsolidacja różnych inicjatyw zmierzających do optymalizacji zużycia energii oraz równoważenie popytu i dostaw. Kluczową rolę odgrywa promowanie i wdrażanie energooszczędnych technologii oraz zachowań konsumentów.

## Rodzaje eksploatowanych, budowanych i projektowanych elektrowni
Eskom buduje i eksploatuje elektrownie:
- cieplne węglowe (elektrownia Grootvlei, elektrownia Duvha, elektrownia Camden, elektrownia Arnotr[6], elektrownia Hendrina, elektrownia Kendal, elektrownia Matla, elektrownia Medupi[7])., gazowe i biogazowe,
- wiatrowe,
- wodne (hydroelektrownie – energia rzek i fal morskich),
- jądrowe (np. elektrownia w Koeberg z 2. reaktorami PWR).

Rozwija systemy wykorzystania energii słonecznej w ogniwach fotowoltaicznych oraz kolektorach ciepła.

### Elektrownie cieplne

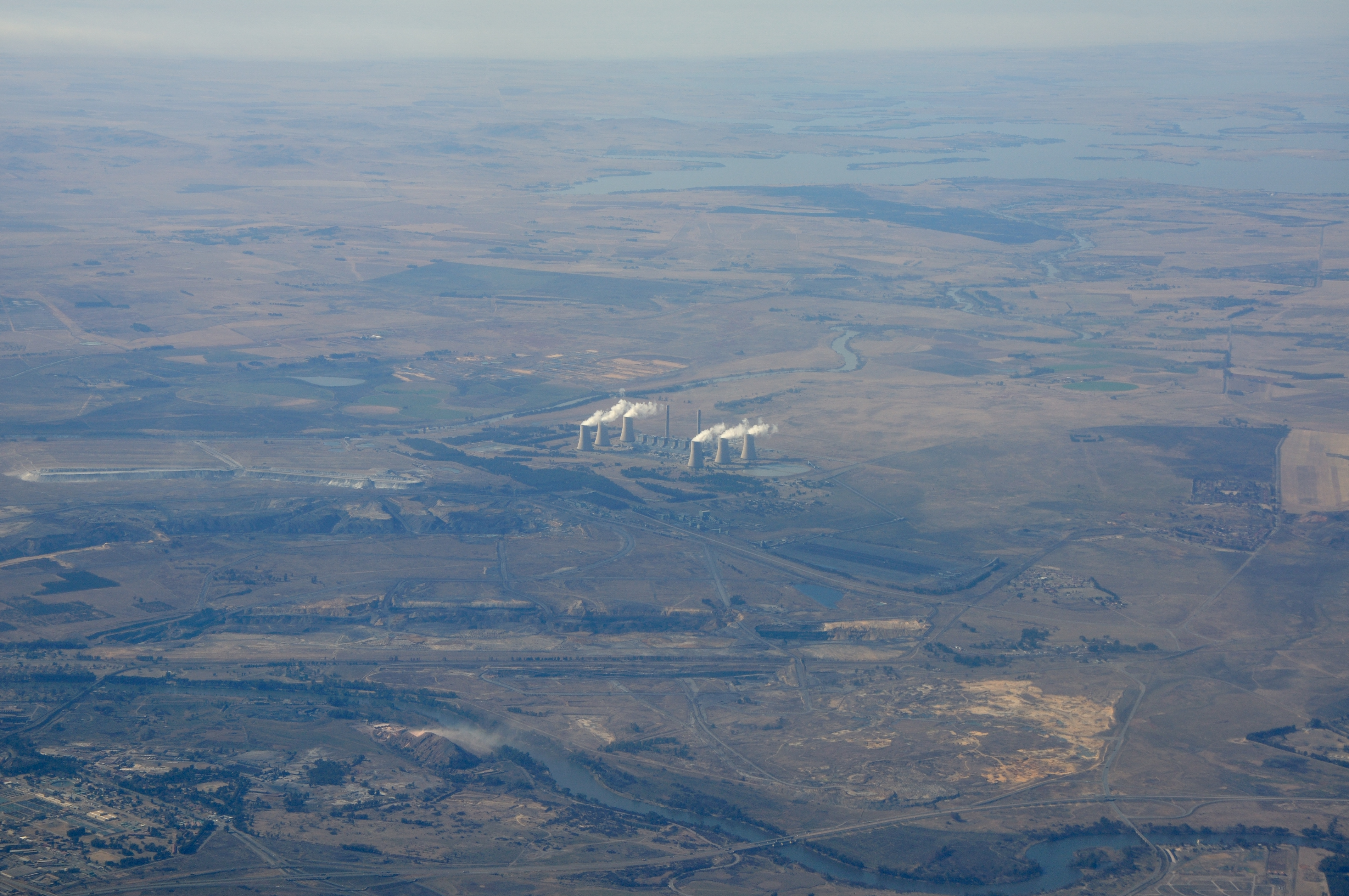
Elektrownia węglowa (Lethabo)

Ok. 90% energii elektrycznej produkowanej przez Eskom pochodzi z elektrowni cieplnych węglowych, w których spala się ok. 90 mln ton węgla rocznie. Węgiel z większości złóż węgla kamiennego ma niską wartość opałową i dużą zawartość popiołu. Obfite złoża znajdują się we wschodniej i południowo-wschodniej Gauteng (pokłady płytkie) i w północnej części Free State (KwaZulu-Natal; pokłady głębsze, lecz o wyższej jakości). Górnictwo ok. 4 razy tańsze niż w innych krajach świata.
Wytwarzanie energii elektrycznej, ciepła i paliw ciekłych z biomasy (np. odpadów rolniczych i drzewnych, makulatury, odpadów komunalnych i roślin energetycznych) jest prowadzone na niewielką skalę mimo bardzo małych kosztów paliwa i dużych korzyści ekologicznych (niewielka emisja NOx i tlenków siarki, np. SO2). Wadami takich elektrowni są:
- wysokie koszty inwestycyjne,
- konieczność przeznaczenia na uprawę roślin energetycznych dużych powierzchni gruntu,
- stosunkowo wysoki koszt transportu paliwa.

### Hydroelektrownie

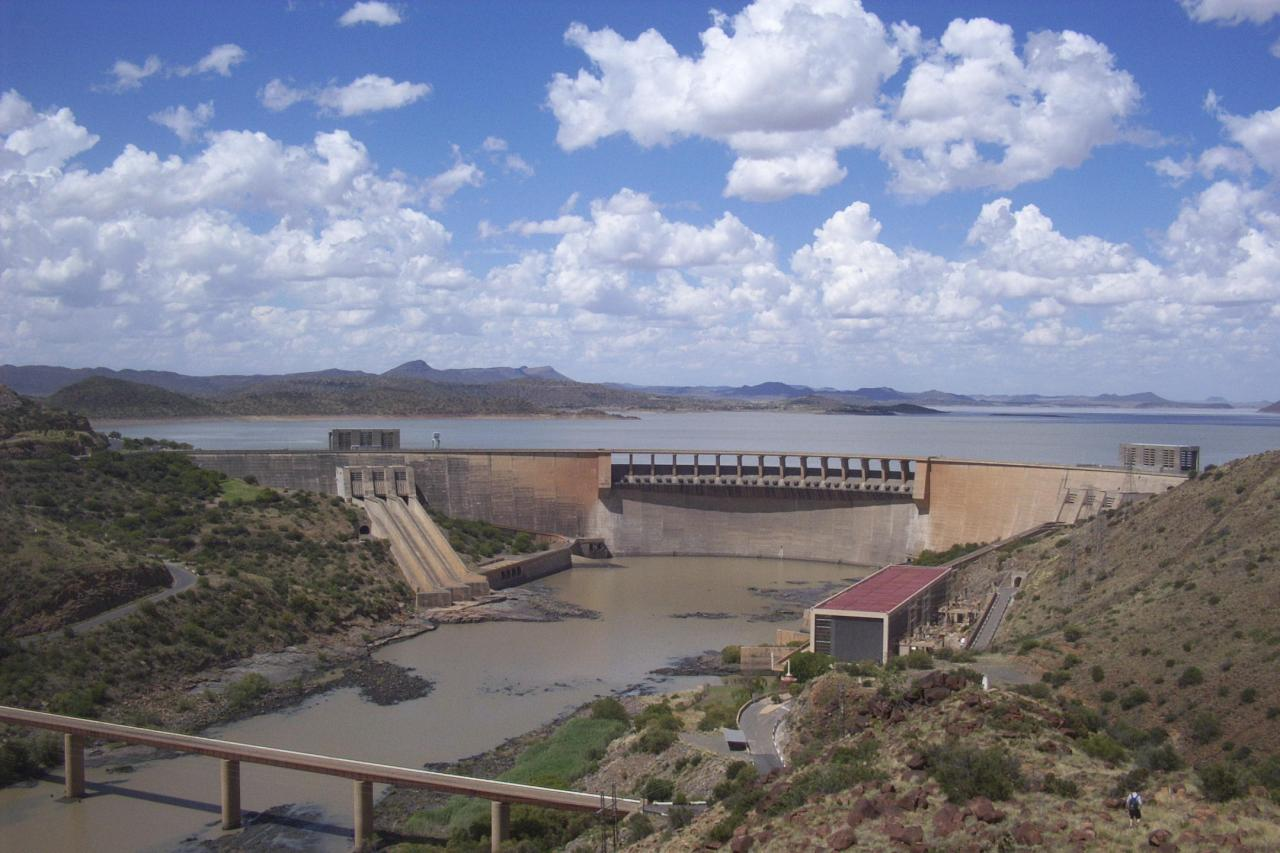
Zapora hydroelektrowni (Garie Beach)

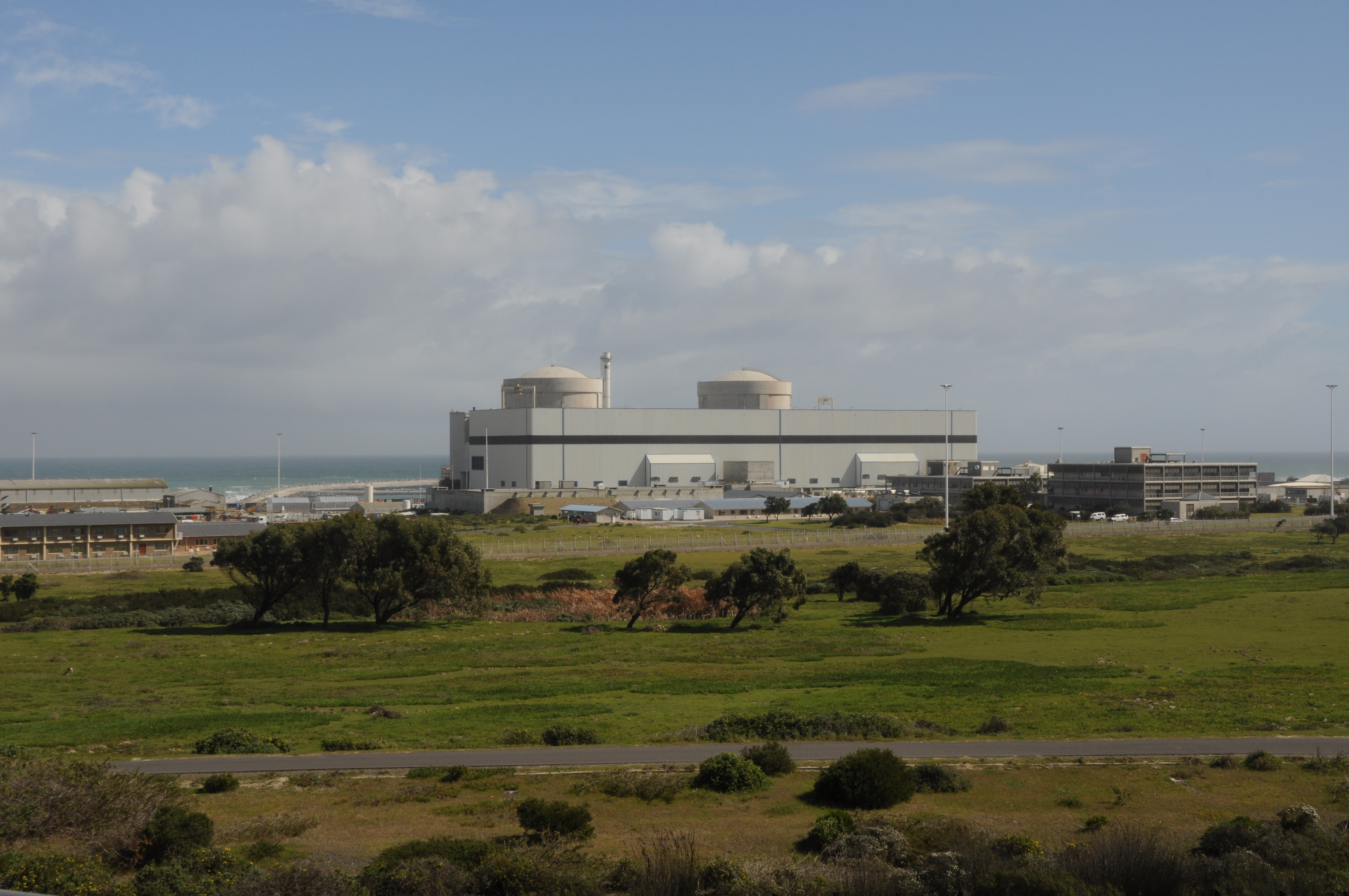
Elektrownia jądrowa w Koeberg

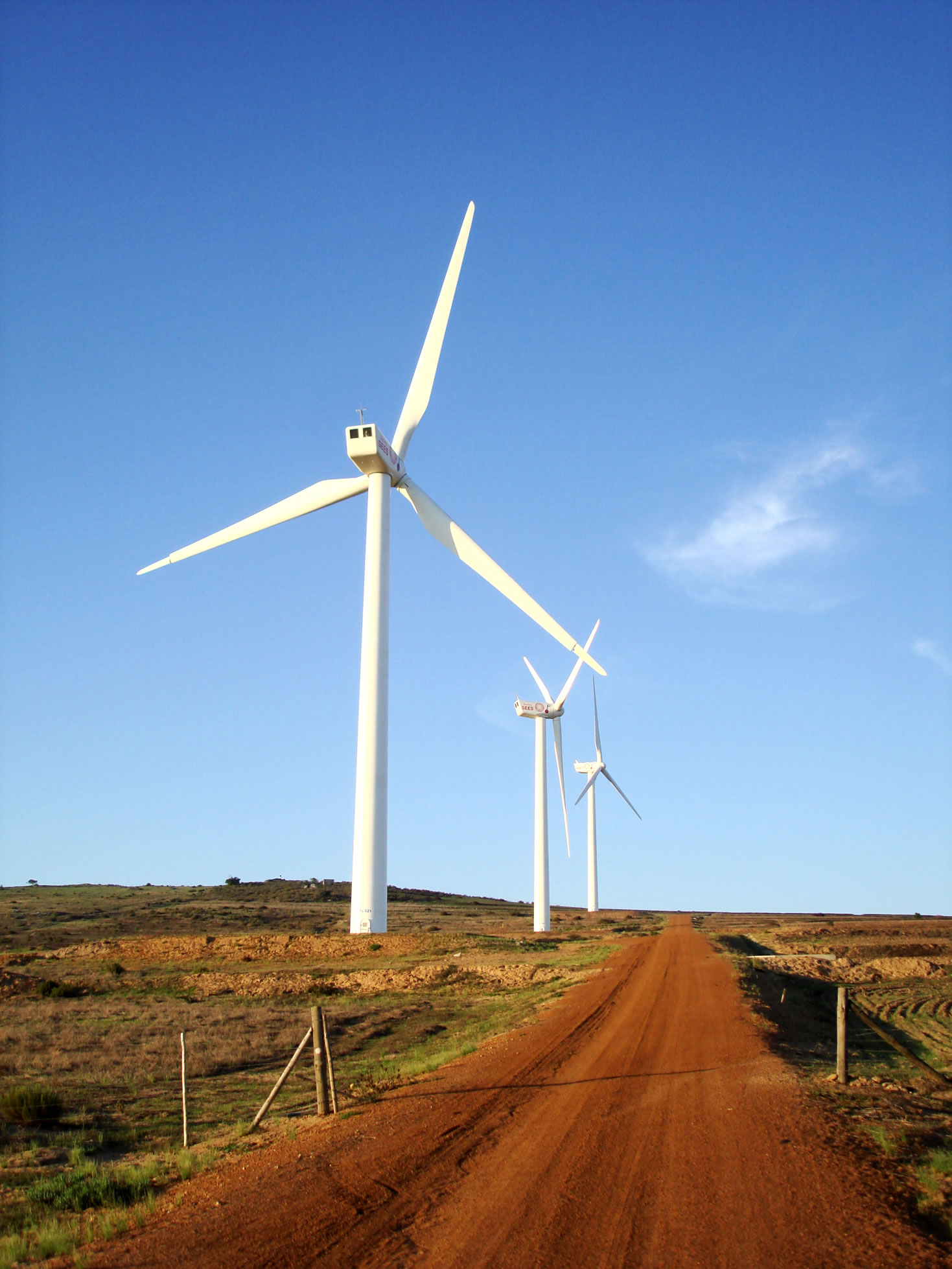
Farma wiatrowa (Przylądek Darling)

Udział hydroenergetyki w produkcji energii elektrycznej jest niewielki, mimo że elektrownie wodne są nie wymagają opału, są mało kosztowne w eksploatacji i bezemisyjne. Przyczyną jest fakt, że RPA jest krajem suchym (niewielka liczba rzek). Eskom bierze również pod uwagę niekorzystny wpływ budowy np. zapór na środowisko. Według oszacowań Eskom w warunkach RPA nie jest opłacalna również mała energetyka wodna.
Eskom ma w RPA  elektrownie szczytowo-pompowe, wchodzące w skład dużych wodnych systemów retencyjnych (składowanie wody do innych zastosowań):
- Prowincja Przylądkowa Zachodnia – pompowanie dodatkowej wody z rzeki Palmiet poprzez Dam Rockview do Steenbras Dam (uzupełnienia dostaw do Kapsztadu),
- Góry Smocze (KwaZulu-Natal) – pompowanie wody (do 20 m³/s) z Dam Kilburn do Dam Sterkfontein, skąd płynie do rzeki Vaal (uzupełnienia dostaw do Gauteng).
- Prowicja Przylądkowa Wschodnia – w ramach Orange River Hydro Scheme: dwie elektrownie Gariep i Vanderkloof na rzece Oranje[12].

### Energetyka jądrowa
Program jądrowy Eskom obejmuje budowę elektrowni jądrowych na wybrzeżu, gdzie istnieje duże zapotrzebowanie na energię elektryczną, a brakuje lokalnych źródeł węgla. Pierwsza uruchomiona (elektrownia jądrowa Koeberg) dostarcza energię dużej aglomeracji Cape. Grupa Generation ESKOM określiła cztery kolejne potencjalne lokalizacje elektrowni jądrowych na południowym wybrzeżu Afryki (Brazil, Schulpfontein, Bantamsklip i Thyspunt).

### Energetyka wiatrowa
Przybrzeżne regiony Afryki Południowej są idealne do budowy elektrowni wiatrowych. Eskom stara się wykorzystać tę energię od lat 50. XX w. Rozwój tej technologii hamują wysokie koszty inwestycyjne, co sprawia, że pozyskiwana energia jest stosunkowo droga.

### Energia fal
Eskom planuje wykorzystanie zasobów energii fal wzdłuż wschodniej i zachodniej linii brzegowej. Uzyskano pozytywny wynik oceny zasobów i zaplanowano kilkuletnie laboratoryjne badania, prowadzące do wyboru najlepszej technologii pozyskiwania energii.

### Energetyka słoneczna
Produkowane przez Eskom instalacje fotowoltaiczne i kolektory cieplne mogą być stosowane na prawie całym terenie Afryki Południowej ze względu na silne nasłonecznienie. Umożliwiają korzystanie z energii elektrycznej w miejscowościach nie podłączonych do krajowej sieci elektrycznej (np. korzystanie z mediów elektronicznych w szkołach).

## Wielkość produkcji
| Rok  | Elektrownie węglowe | Elektrownie wodne | Elektrownie szczytowo– -pompowe | Turbiny gazowe | Elektrownie jądrowe | Elektrownie wiatrowe | Produkcja całkowita |
| 2010 | 215 940             | 1 274             | 2 742                           | 49             | 12 806              | 1                    | 232 812             |
| 2009 | 211 941             | 1 082             | 2 772                           | 143            | 13 004              | 2                    | 228 944             |
| 2008 | 222 908             | 751               | 2 979                           | 1 153          | 11 317              | 1                    | 239 109             |
| 2007 | 215 211             | 2 443             | 2 947                           | 62             | 11 780              | 2                    | 232 445             |
| 2006 | 206 606             | 1 141             | 2 867                           | 78             | 11 293              | 3                    | 221 988             |